# Pavel Malchárek
Pavel Malchárek (Ostrava, 16 febbraio 1986) è un calciatore ceco, difensore o attaccante del Fotbal Trinec.
È stato per anni il calciatore col maggiore numero di presenze nell'Under-19 della Repubblica Ceca: nel 2011 è stato raggiunto da Jiří Skalák a quota 24 partite.

## Caratteristiche tecniche
Centravanti, all'occorrenza può giocare anche come difensore centrale.